# Murchas
Murchas es una localidad española perteneciente al municipio de Lecrín, en la provincia de Granada, comunidad autónoma de Andalucía. Cerca de esta localidad se encuentran los núcleos de Talará, Chite, Melegís, Mondújar, Peloteos y Restábal.

## Situación
En la margen derecha del río Torrente se encuentra esta pequeña localidad 256 habitantes, de ellos 132 varones y 124 mujeres, está situada a 663 metros de altitud. Dista 1 km de Talará y 32 km de Granada.

## Demografía
| Gráfica de evolución demográfica de Murchas entre 1842 y 1960 |
| |
| Población de derecho según los censos de población del INE Población de hecho según los censos de población del INEEntre el censo de 1970 y el anterior, este municipio desaparece porque se agrupa en el municipio Lecrín |

## Lugares de Interés

### El Castillo
Castillo de la Lojuela: Ruinas de torre y recinto amurallado de época musulmana, fue usado como fortín y torre de vigilancia.

### Los Molinos
- Molino de Aceite de los Aponte Sánchez;
- Molino de Lojuela;
- Fábrica de Harina.

## Fiestas
El 1 y 2 de enero son las fiestas patronales en honor a la Virgen de los Desamparados y Santa Lucía. Son las fiestas grandes de la localidad destacando su fiesta de Nochevieja concienciando con el primer día de sus fiestas patronales, procesión de las patronas, comidas populares, verbenas musicales y destacando un gran castillo de fuegos artificiales a la llegada de la procesión al monumento del río.
Estas fiestas terminan el día 3 de enero con el tradicional "entierro de la zorra", una costumbre de realizar coplillas y vestirse de la anécdota más curiosa de las fiestas.
El segundo fin de semana de mayo es la festividad de la Virgen de los Desamparados. La pedanía celebra a través de la Hermandad Patronal las fiestas chicas.
El 25 de diciembre es el rosario de las Cruces, en acción de gracias por los escasos daños personales durante el gran terremoto de 1884 destacando los cantos anónimos en los que solo participaban hombres.